# Championnat d'Asie masculin de basket-ball des moins de 16 ans 2009
Navigation
Viêt Nam 2011
Le championnat d'Asie masculin de basket-ball des moins de 16 ans 2009 se déroule à Johor Bahru au Malaisie du 19 au 27 novembre 2009. Il s'agit de la première édition de la compétition.

## Équipes participantes

### Qualifications
16 équipes, issues des différentes zones de qualification du Championnat d'Asie U16, sont qualifiées pour cette compétition.
| Mode de qualification                                             | Places | Nations qualifiées                       |
| ----------------------------------------------------------------- | ------ | ---------------------------------------- |
| Hôte du championnat d'Asie U16 2009                               | 1      | Malaisie                                 |
| Qualifications Championnat d'Asie U16 2009 (Zone Asie Centrale)   | 1      | Kazakhstan                               |
| Qualifications Championnat d'Asie U16 2009 (Zone Asie de l'Est)   | 5      | Birmanie Chine Corée du Sud Japon Taïwan |
| Qualifications Championnat d'Asie U16 2009 (Zone Asie de l'Ouest) | 3      | Iran Jordanie Syrie                      |
| Qualifications Championnat d'Asie U16 2009 (Zone Asie du Sud)     | 1      | Inde                                     |
| Qualifications Championnat d'Asie U16 2009 (Zone Asie du Sud-Est) | 3      | Philippines Singapour Thaïlande          |
| Qualifications Championnat d'Asie U16 2009 (Zone Golfe)           | 3      | Arabie saoudite Bahreïn Koweït           |

## Rencontres

### Premier tour
Légende des classements
- Qualifié pour le second tour (1re - 8e place)
- Qualifié pour le second tour (9e - 16e place)

#### Groupe A
| Rang | Équipe          | Pts | J | G | P | Pp  | Pc  | Diff |  | Résultats (dom.\ext.) |   |        |        |        |
| ---- | --------------- | --- | - | - | - | --- | --- | ---- |  | --------------------- | - | ------ | ------ | ------ |
| 1    | Chine           | 6   | 3 | 3 | 0 | 347 | 120 | 227  |  | Chine                 |   | 117-44 | 121-47 | 109-29 |
| 2    | Jordanie        | 5   | 3 | 2 | 1 | 160 | 184 | -24  |  | Jordanie              | - |        | 57-31  | 59-36  |
| 3    | Inde            | 4   | 3 | 1 | 2 | 133 | 218 | -85  |  | Inde                  | - | -      |        | 55-40  |
| 4    | Arabie saoudite | 3   | 3 | 0 | 3 | 105 | 223 | -118 |  | Arabie saoudite       | - | -      | -      |        |

#### Groupe B
| Rang | Équipe      | Pts | J | G | P | Pp  | Pc  | Diff |  | Résultats (dom.\ext.) |   |       |       |       |
| ---- | ----------- | --- | - | - | - | --- | --- | ---- |  | --------------------- | - | ----- | ----- | ----- |
| 1    | Philippines | 6   | 3 | 3 | 0 | 202 | 154 | 48   |  | Philippines           |   | 64-59 | 76-50 | 62-45 |
| 2    | Japon       | 4   | 3 | 1 | 2 | 221 | 215 | 6    |  | Japon                 | - |       | 78-66 | 84-85 |
| 3    | Kazakhstan  | 4   | 3 | 1 | 2 | 179 | 208 | -29  |  | Kazakhstan            | - | -     |       | 63-54 |
| 4    | Bahreïn     | 4   | 3 | 1 | 2 | 184 | 209 | -25  |  | Bahreïn               | - | -     | -     |       |

#### Groupe C
| Rang | Équipe       | Pts | J | G | P | Pp  | Pc  | Diff |  | Résultats (dom.\ext.) |   |        |        |       |
| ---- | ------------ | --- | - | - | - | --- | --- | ---- |  | --------------------- | - | ------ | ------ | ----- |
| 1    | Corée du Sud | 6   | 3 | 3 | 0 | 295 | 144 | 151  |  | Corée du Sud          |   | 103-61 | 101-33 | 91-50 |
| 2    | Syrie        | 5   | 3 | 2 | 1 | 185 | 213 | -28  |  | Syrie                 | - |        | 71-58  | 53-52 |
| 3    | Singapour    | 4   | 3 | 1 | 2 | 152 | 217 | -65  |  | Singapour             | - | -      |        | 61-45 |
| 4    | Koweït       | 3   | 3 | 0 | 3 | 147 | 205 | -58  |  | Koweït                | - | -      | -      |       |

#### Groupe D
| Rang | Équipe    | Pts | J | G | P | Pp  | Pc  | Diff |  | Résultats (dom.\ext.) |   |       |        |       |
| ---- | --------- | --- | - | - | - | --- | --- | ---- |  | --------------------- | - | ----- | ------ | ----- |
| 1    | Iran      | 6   | 3 | 3 | 0 | 255 | 162 | 93   |  | Iran                  |   | 87-74 | 97-52  | 71-36 |
| 2    | Taïwan    | 5   | 3 | 2 | 1 | 280 | 199 | 81   |  | Taïwan                | - |       | 114-78 | 92-34 |
| 3    | Malaisie  | 4   | 3 | 1 | 2 | 210 | 255 | -45  |  | Malaisie              | - | -     |        | 80-44 |
| 4    | Thaïlande | 3   | 3 | 0 | 3 | 114 | 243 | -129 |  | Thaïlande             | - | -     | -      |       |

### Second tour

#### 1re-8eplace
Légende des classements
- Qualifié pour les demi-finales
- Qualifié pour les matches de classement (5e - 8e place)

##### Groupe E
| Rang | Équipe       | Pts | J | G | P | Pp  | Pc  | Diff |  | Résultats (dom.\ext.) |   |        |        |        |
| ---- | ------------ | --- | - | - | - | --- | --- | ---- |  | --------------------- | - | ------ | ------ | ------ |
| 1    | Chine        | 6   | 3 | 3 | 0 | 344 | 177 | 167  |  | Chine                 |   | 121-51 | 108-61 | 115-65 |
| 2    | Corée du Sud | 5   | 3 | 2 | 1 | 215 | 216 | -1   |  | Corée du Sud          | - |        | 71-39  | 93-56  |
| 3    | Taïwan       | 4   | 3 | 1 | 2 | 175 | 246 | -71  |  | Taïwan                | - | -      |        | 75-67  |
| 4    | Japon        | 3   | 3 | 0 | 3 | 188 | 283 | -95  |  | Japon                 | - | -      | -      |        |

##### Groupe F
| Rang | Équipe      | Pts | J | G | P | Pp  | Pc  | Diff |  | Résultats (dom.\ext.) |   |       |       |       |
| ---- | ----------- | --- | - | - | - | --- | --- | ---- |  | --------------------- | - | ----- | ----- | ----- |
| 1    | Iran        | 6   | 3 | 3 | 0 | 215 | 179 | 36   |  | Iran                  |   | 76-70 | 70-51 | 69-58 |
| 2    | Philippines | 5   | 3 | 2 | 1 | 201 | 178 | 23   |  | Philippines           | - |       | 60-45 | 71-57 |
| 3    | Jordanie    | 4   | 3 | 1 | 2 | 173 | 200 | -27  |  | Jordanie              | - | -     |       | 77-70 |
| 4    | Syrie       | 3   | 3 | 0 | 3 | 185 | 217 | -32  |  | Syrie                 | - | -     | -     |       |

#### 9e-16eplace
Légende des classements
- Qualifié pour le match pour la 9e place
- Qualifié pour le match pour la 11e place
- Qualifié pour le match pour la 13e place
- Qualifié pour le match pour la 15e place

##### Groupe G
| Rang | Équipe    | Pts | J | G | P | Pp  | Pc  | Diff |  | Résultats (dom.\ext.) |   |       |       |       |
| ---- | --------- | --- | - | - | - | --- | --- | ---- |  | --------------------- | - | ----- | ----- | ----- |
| 1    | Inde      | 5   | 3 | 2 | 1 | 175 | 146 | 29   |  | Inde                  |   | 58-40 | 65-51 | 52-55 |
| 2    | Bahreïn   | 5   | 3 | 2 | 1 | 184 | 176 | 8    |  | Bahreïn               | - |       | 64-58 | 80-60 |
| 3    | Singapour | 4   | 3 | 1 | 2 | 201 | 181 | 20   |  | Singapour             | - | -     |       | 92-52 |
| 4    | Thaïlande | 4   | 3 | 1 | 2 | 167 | 224 | -57  |  | Thaïlande             | - | -     | -     |       |

##### Groupe H
| Rang | Équipe          | Pts | J | G | P | Pp  | Pc  | Diff |  | Résultats (dom.\ext.) |   |       |       |       |
| ---- | --------------- | --- | - | - | - | --- | --- | ---- |  | --------------------- | - | ----- | ----- | ----- |
| 1    | Kazakhstan      | 5   | 3 | 2 | 1 | 202 | 163 | 39   |  | Kazakhstan            |   | 75-59 | 63-66 | 64-38 |
| 2    | Malaisie        | 5   | 3 | 2 | 1 | 216 | 205 | 11   |  | Malaisie              | - |       | 73-53 | 84-77 |
| 3    | Koweït          | 5   | 3 | 2 | 1 | 179 | 176 | 3    |  | Koweït                | - | -     |       | 60-40 |
| 4    | Arabie saoudite | 3   | 3 | 0 | 3 | 155 | 208 | -53  |  | Arabie saoudite       | - | -     | -     |       |

### Tableau final
|  | Demi-finales     | Demi-finales     | Demi-finales     | Demi-finales     |                               |       | Finale           | Finale           | Finale           | Finale           |
|  |                  |                  |                  |                  |                               |       |                  |                  |                  |                  |
|  | 26 novembre 2009 | 26 novembre 2009 | 26 novembre 2009 | 26 novembre 2009 |                               |       | 27 novembre 2009 | 27 novembre 2009 | 27 novembre 2009 | 27 novembre 2009 |
|  | E1               | Chine            | 85               | 85               |                               |       | 27 novembre 2009 | 27 novembre 2009 | 27 novembre 2009 | 27 novembre 2009 |
|  | E1               | Chine            | 85               | 85               |                               |       | 27 novembre 2009 | 27 novembre 2009 | 27 novembre 2009 | 27 novembre 2009 |
|  | F2               | Philippines      | 66               | 66               |                               |       | 27 novembre 2009 | 27 novembre 2009 | 27 novembre 2009 | 27 novembre 2009 |
|  | F2               | Philippines      | 66               | 66               | Chine                         | Chine | 104              | 104              |                  |                  |
|  | 26 novembre 2009 |                  |                  |                  | Chine                         | Chine | 104              | 104              |                  |                  |
|  |                  |                  | Corée du Sud     | Corée du Sud     | 69                            | 69    |                  |                  |                  |                  |
|  | F1               | Iran             | Corée du Sud     | Corée du Sud     | 69                            | 69    | 81               | 81               |                  |                  |
|  | F1               | Iran             |                  |                  |                               |       |                  | 81               |                  |                  |
|  | E2               | Corée du Sud     | 82               | 82               |                               |       |                  |                  |                  |                  |
|  | E2               | Corée du Sud     | 82               | 82               | Match pour la troisième place |       |                  |                  |                  |                  |
|  |                  |                  |                  |                  |                               |       |                  |                  |                  |                  |
|  | 27 novembre 2009 |                  |                  |                  |                               |       |                  |                  |                  |                  |
|  | Philippines      | Philippines      | 73               | 73               |                               |       |                  |                  |                  |                  |
|  | Philippines      | Philippines      | 73               | 73               |                               |       |                  |                  |                  |                  |
|  | Iran             | Iran             | 83               | 83               |                               |       |                  |                  |                  |                  |
|  | Iran             | Iran             | 83               | 83               |                               |       |                  |                  |                  |                  |

### Matches de classement

#### Matches pour la5eplace
|  | Tour de classement 5e - 8e | Tour de classement 5e - 8e | Tour de classement 5e - 8e | Tour de classement 5e - 8e |                        |        | Match pour la 5e place | Match pour la 5e place | Match pour la 5e place | Match pour la 5e place |
|  |                            |                            |                            |                            |                        |        |                        |                        |                        |                        |
|  | 26 novembre 2009           | 26 novembre 2009           | 26 novembre 2009           | 26 novembre 2009           |                        |        | 27 novembre 2009       | 27 novembre 2009       | 27 novembre 2009       | 27 novembre 2009       |
|  | Taïwan                     | Taïwan                     | 75                         | 75                         |                        |        | 27 novembre 2009       | 27 novembre 2009       | 27 novembre 2009       | 27 novembre 2009       |
|  | Taïwan                     | Taïwan                     | 75                         | 75                         |                        |        | 27 novembre 2009       | 27 novembre 2009       | 27 novembre 2009       | 27 novembre 2009       |
|  | Syrie                      | Syrie                      | 50                         | 50                         |                        |        | 27 novembre 2009       | 27 novembre 2009       | 27 novembre 2009       | 27 novembre 2009       |
|  | Syrie                      | Syrie                      | 50                         | 50                         | Taïwan                 | Taïwan | 71                     | 71                     |                        |                        |
|  | 26 novembre 2009           |                            |                            |                            | Taïwan                 | Taïwan | 71                     | 71                     |                        |                        |
|  |                            |                            | Japon                      | Japon                      | 66                     | 66     |                        |                        |                        |                        |
|  | Jordanie                   | Jordanie                   | Japon                      | Japon                      | 66                     | 66     | 55                     | 55                     |                        |                        |
|  | Jordanie                   | Jordanie                   |                            |                            |                        |        |                        | 55                     |                        |                        |
|  | Japon                      | Japon                      | 100                        | 100                        |                        |        |                        |                        |                        |                        |
|  | Japon                      | Japon                      | 100                        | 100                        | Match pour la 7e place |        |                        |                        |                        |                        |
|  |                            |                            |                            |                            |                        |        |                        |                        |                        |                        |
|  | 27 novembre 2009           |                            |                            |                            |                        |        |                        |                        |                        |                        |
|  | Syrie                      | Syrie                      | 87                         | 87                         |                        |        |                        |                        |                        |                        |
|  | Syrie                      | Syrie                      | 87                         | 87                         |                        |        |                        |                        |                        |                        |
|  | Jordanie                   | Jordanie                   | 51                         | 51                         |                        |        |                        |                        |                        |                        |
|  | Jordanie                   | Jordanie                   | 51                         | 51                         |                        |        |                        |                        |                        |                        |

#### Match pour la9eplace
| 27 novembre 2009 12 h 00 UTC+08:00 | Rapport | Inde                                             | 49-59 | Kazakhstan |  | Stadium Bandaraya, Johor Bahru |
| 27 novembre 2009 12 h 00 UTC+08:00 | Rapport | Score par quart-temps : 14-15, 20-16, 5-9, 10-19 |       |            |  | Stadium Bandaraya, Johor Bahru |

#### Match pour la11eplace
| 27 novembre 2009 10 h 00 UTC+08:00 | Rapport | Bahreïn                                           | 73-83 | Malaisie |  | Stadium Bandaraya, Johor Bahru |
| 27 novembre 2009 10 h 00 UTC+08:00 | Rapport | Score par quart-temps : 8-19, 10-25, 21-21, 34-18 |       |          |  | Stadium Bandaraya, Johor Bahru |

#### Match pour la13eplace
| 26 novembre 2009 12 h 00 UTC+08:00 | Rapport | Singapour                                        | 60-66 | Koweït |  | Stadium Bandaraya, Johor Bahru |
| 26 novembre 2009 12 h 00 UTC+08:00 | Rapport | Score par quart-temps : 8-13, 21-26, 9-15, 22-12 |       |        |  | Stadium Bandaraya, Johor Bahru |

#### Match pour la15eplace
| 26 novembre 2009 10 h 00 UTC+08:00 | Rapport | Thaïlande                                          | 61-72 | Arabie saoudite |  | Stadium Bandaraya, Johor Bahru |
| 26 novembre 2009 10 h 00 UTC+08:00 | Rapport | Score par quart-temps : 12-22, 22-12, 14-19, 15-19 |       |                 |  | Stadium Bandaraya, Johor Bahru |

## Classement final
| Place                    | Équipe          | Vict.-Déf. |
| ------------------------ | --------------- | ---------- |
| Médaille d'or, Asie      | Chine           | 8 - 0      |
| Médaille d'argent, Asie  | Corée du Sud    | 6 - 2      |
| Médaille de bronze, Asie | Iran            | 7 - 1      |
| 4                        | Philippines     | 5 - 3      |
| 5                        | Taïwan          | 5 - 3      |
| 6                        | Japon           | 2 - 6      |
| 7                        | Syrie           | 3 - 5      |
| 8                        | Jordanie        | 3 - 5      |
| 9                        | Kazakhstan      | 4 - 3      |
| 10                       | Inde            | 3 - 4      |
| 11                       | Malaisie        | 4 - 3      |
| 12                       | Bahreïn         | 3 - 4      |
| 13                       | Koweït          | 3 - 4      |
| 14                       | Singapour       | 2 - 5      |
| 15                       | Arabie saoudite | 1 - 6      |
| 16                       | Thaïlande       | 1 - 6      |

- Qualification pour la Coupe du Monde U17 2010

## Leaders statistiques

### Points
| Place | Nom            | Équipe   | PPM  |
| ----- | -------------- | -------- | ---- |
| 1     | Shee Weng Loh  | Malaisie | 22,9 |
| 2     | Ailun Guo      | Chine    | 21,0 |
| 3     | Ryo Tawatari   | Japon    | 19,6 |
| 4     | Soheil Yousefi | Iran     | 19,0 |
| 5     | Ahmed Ali      | Bahreïn  | 18,9 |